# Mo Gallini
Mohamed Ghalayini (* 15. Februar 1966 in Miami, Florida) ist ein amerikanischer Schauspieler. Bekannt wurde er unter seinen Künstlernamen Mo Gallini.

## Leben / Karriere
Mohamed Ghalayini wurde 1966 als Sohn eines Libanesen und einer kubanischstämmigen Mutter geboren. Er besuchte die University of Florida von 1983 bis 1985, bevor er mit seiner Familie nach Los Angeles umzog. Dort traf er den Regisseur David Anspaugh, der ihm zu seiner ersten Rolle im Film Touchdown – Sein Ziel ist der Sieg verhalf. Neben etwa 50 weiteren Rollen wurde Mo Gallini in Deutschland vor allem durch seinen Auftritt als Jose Vargas in der Feuerwehr-Fernsehserie Chicago Fire (2012–2014) bekannt.